# 스텝더터즈
《스텝더터즈》(영어: The Stepdaughters)는 2018년 방영된 필리핀의 드라마이다.